# Łukasz Jasiński
Łukasz Jasiński (ur. 13 października 1985 we Wrześni) – polski piłkarz, grający na pozycji obrońcy.

## Kariera piłkarska

### Początki kariery
Łukasz Jasiński urodził się we Wrześni i swoją piłkarską karierę rozpoczynał w miejscowej Victorii.

### Aluminium Konin
W 2003 roku trafił do Aluminium Konin, z którym w sezonie 2003/2004 występował w rozgrywkach drugiej ligi, rozgrywając w niej 24 spotkania.

### Obra Kościan
W przerwie zimowej kolejnych rozgrywek przeszedł do Obry Kościan, gdzie grał przez rok.

### Wisła Płock
Na rundę wiosenną sezonu 2005/2006 zasilił grającą w Orange Ekstraklasie Wisłę Płock. W jej barwach, 25 marca 2006 roku zadebiutował w najwyższej polskiej klasie rozgrywkowej w spotkaniu z Koroną Kielce. Do końca rozgrywek wystąpił jeszcze w sześciu innych pojedynkach.

### ŁKS Łomża
Latem 2006 roku został wypożyczony do ŁKSu Łomża, w którym rozegrał 19 spotkań. Na początku 2008 opuścił klub.

### Kujawiak Włocławek
Na rundę jesienną sezonu 2007/2008 został wypożyczony do Kujawiaka Włocławek, gdzie rozegrał dziesięć meczów, we wszystkich wychodził na boisko w podstawowym składzie. W przerwie zimowej sezonu 2007/2008 wrócił do Wisły Płock.

### Tur Turek
Następnie przeszedł na zasadzie transferu definitywnego do Tura Turek. W nowym zespole zadebiutował w marcu 2008 roku i szybko wywalczył sobie miejsce w pierwszej jedenastce. We wszystkich czternastu meczach, w których wystąpił, przebywał na boisku pełne 90 minut. W pojedynku 29 kolejki ze swoim byłym klubem, ŁKSem Łomża nie strzelił rzutu karnego, a Tur przegrał to spotkanie 0:2.

### Zagłębie Lubin
W czerwcu 2008 roku podpisał kontrakt z Zagłębiem Lubin. Zadebiutował w jego barwach we wrześniowym spotkaniu ze Zniczem Pruszków, które zespół z Lubina wygrał 2:0. Do końca rozgrywek walczył o miejsce w pierwszej jedenastce, jednak tylko w 12 ligowych meczach grał od pierwszych minut. Dwukrotnie wystąpił również w rezerwach. Piłkarz wziął również udział w dziewięciu spotkaniach rozgrywek Młodej Ekstraklasy.

### Warta Poznań
Od sezonu 2010/2011 reprezentował barwy Warty Poznań.

### Nielba Wągrowiec
Na początku 2013 roku podpisał kontrakt z Nielbą Wągrowiec.

### Warta Poznań
W tym samym roku powrócił do Warty Poznań.

## Statystyki kariery ligowej
Stan na 13 lipca 2014
| Sezon         | Klub                | Rozgrywki         | Mecze | Bramki |
| ------------- | ------------------- | ----------------- | ----- | ------ |
| 2003/2004     | Aluminium Konin     | II liga           | 24    | 0      |
| 2004/2005 (j) | Aluminium Konin     | klasa A           |       |        |
| 2004/2005 (w) | Obra Kościan        | III liga          |       |        |
| 2005/2006 (j) | Obra Kościan        | III liga          |       |        |
| 2005/2006 (w) | Wisła Płock         | I liga            | 7     | 0      |
| 2006/2007     | ŁKS 1926 Łomża      | II liga           | 19    | 0      |
| 2007/2008 (j) | Kujawiak Włocławek  | III liga          | 10    | 0      |
| 2007/2008 (w) | Tur Turek           | II liga           | 14    | 0      |
| 2008/2009     | KGHM Zagłębie Lubin | I liga            | 17    | 0      |
| 2009/2010 (j) | KGHM Zagłębie Lubin | Ekstraklasa       | 13    | 0      |
| 2009/2010 (w) | KGHM Zagłębie Lubin | Młoda Ekstraklasa | 9     | 0      |
| 2010/2011     | Warta Poznań        | I liga            | 28    | 2      |
| 2011/2012     | Warta Poznań        | I liga            | 23    | 2      |
| 2012/2013 (w) | Nielba Wągrowiec    | III liga          | 13    | 2      |
| 2013/2014     | Warta Poznań        | II liga           | 26    | 2      |